# Здания Петербургского вагоностроительного завода
Здания Петербургского вагоностроительного завода — памятник архитектуры. Расположен в Санкт-Петербурге, современный адрес — Московский проспект, 115, Заставская улица, 40.

## История

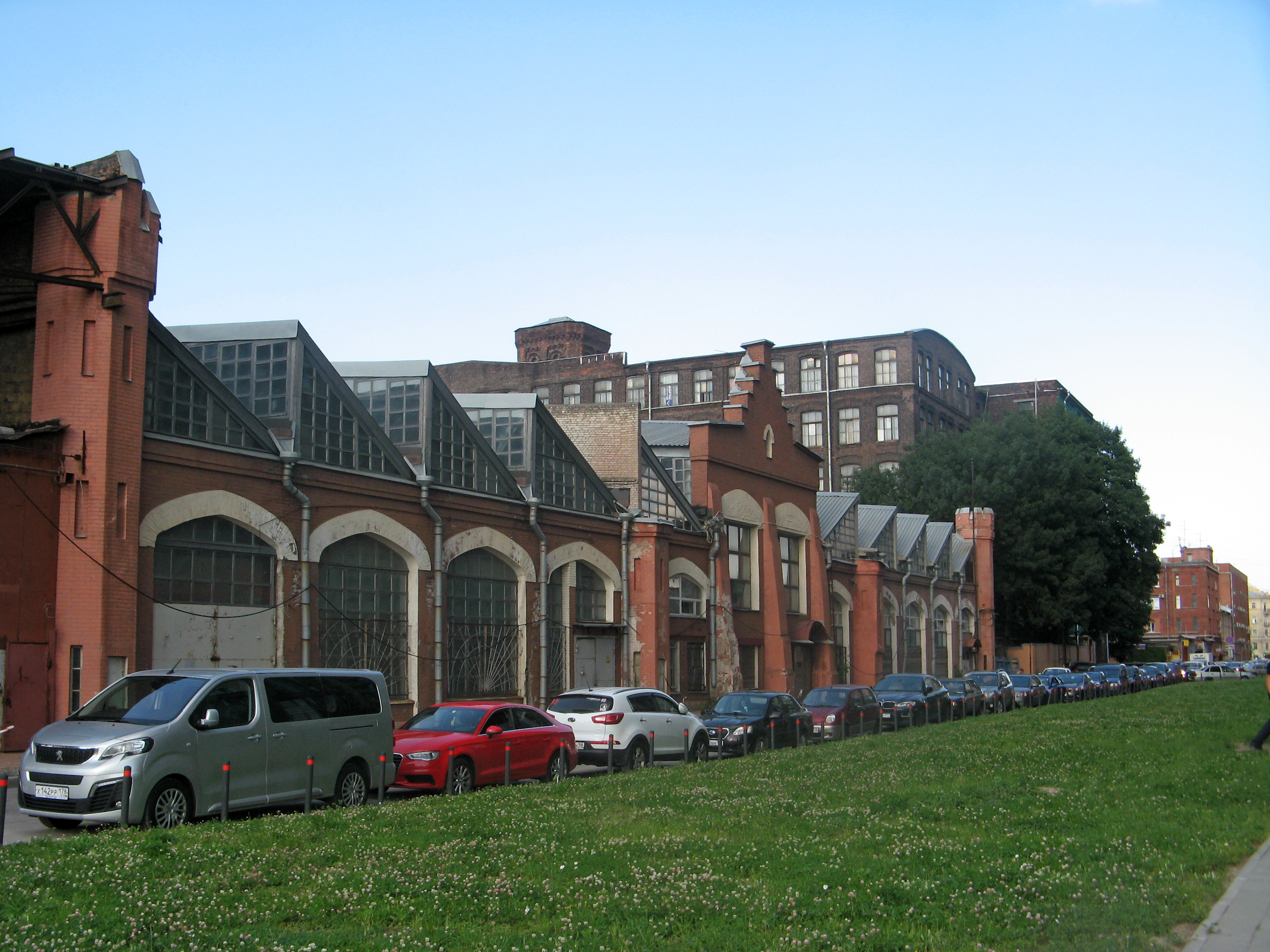
Малярная мастерская

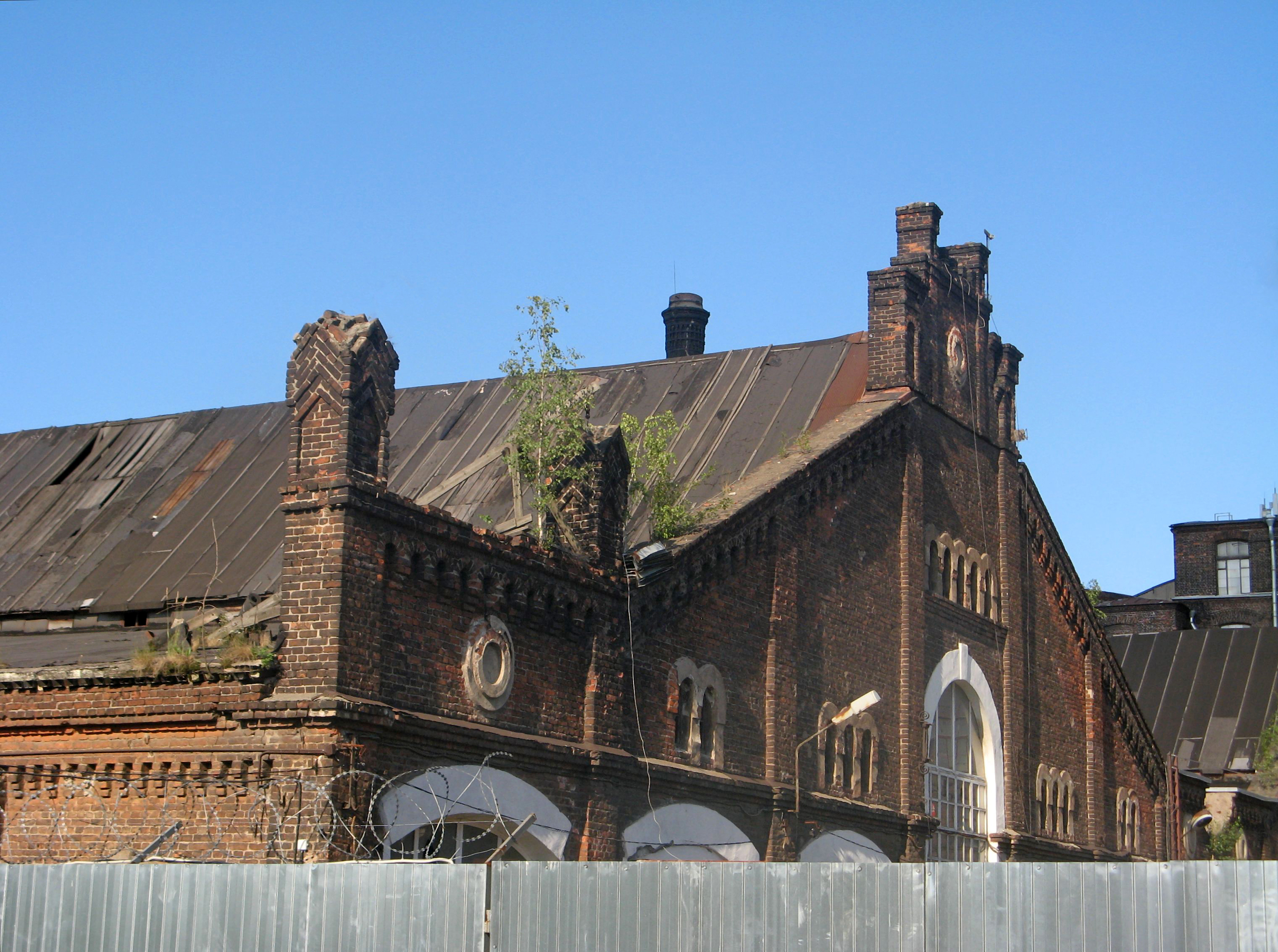
Крыша кузовного цеха

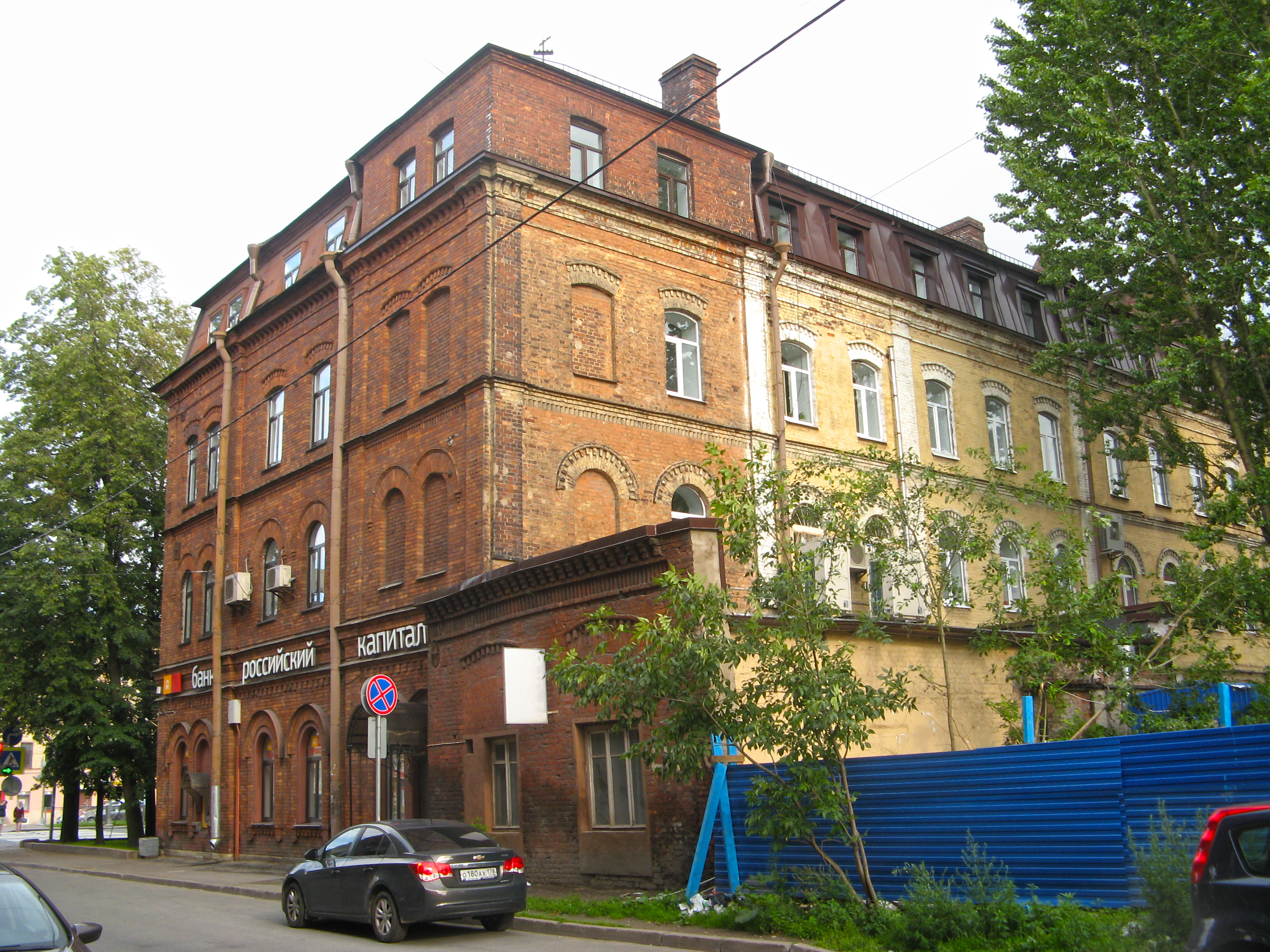
Заводоуправление

В 1874 году территорию занимала экипажная фабрика Джорджа Смита, рядом располагался завод патронных ящиков Фёдора Карловича Ретшке («завод Речкина» в русифицированном варианте). После случившегося у Смита пожара Ретшке выкупил его бизнес, в 1893 году всё предприятие, к тому времени специализировавшееся на чугунно-бронзолитейном и механическом производстве (понтонные мосты, походные кухни, конные обозы), перешло к Пастору и Эйлеру. С участием Н. А. Архангельского началось строительство каменных мастерских, было построено здание конторы. Спустя ещё несколько лет завод сменил профиль и стал выпускать паровозы и вагоны.
21 февраля 1897 года было основано АО «Товарищество Санкт-Петербургского вагоностроительного завода», первый вагон был выпущен через год. Новые цеха строили по проектам А. В. Друкера и В. В. Корвин-Круковского.
В 1912—1915 годах строительством на территории завода заведовал Г. Х. Розовский.
После революции завод получил название «Пятый механический и обозный завод», позднее, в честь одного из заводских руководителей стачек к этому названию добавилось «имени И. Е. Егорова».

## Архитектурный комплекс

Памятник «Вагонмашу»

В 2001 году комплекс построек Товарищества Санкт-Петербургского вагоностроительного завода был внесён в список вновь выявленных объектов культурного наследия под номером 1040. В состав охраняемого комплекса включили 6 объектов: здание заводоуправления, токарно-слесарно-механическую (токарно-механическую) мастерскую, обозно-сборную и колесную (обозно-колесную) мастерскую, чугунно-литейную (обозно-малярную) мастерскую, слесарно-сборную мастерскую и ограду по Заставской улице с фрагментом фасада производственного здания. В 2011 году список был уточнён. Кроме того, с 1999 года государством охранялось здание малярной мастерской.
Контору построили на углу участка из красного лицевого кирпича по проекту Н. А. Архангельского. У здания три арочных проезда и высокая мансарда, достроенная в 1899 году.
Архангельский также построил одноэтажную мастерскую (цех автосцепки), вдоль конька крыши которой проходил верхний фонарь. Центральный неф здания был двусветным, с подкрановыми путями (литера З; здание было целиком перестроено после Великой Отечественной войны после попадания в него бомбы, в дальнейшем снято с охраны с условием сохранения части здания в составе строящегося детского сада, по мнению градозащитников, обязательство было нарушено).
Цех гальванопластики, схожий с первой мастерской, построил А. В. Друкер, использовав для перекрытия деревянные клееные фермы на металлических колоннах (литера Щ; здание было объединено в 1916 году с другим строением и частично снесено, снято с охраны при условии частичного сохранения элементов при постройке здания школы).
В. В. Корвин-Круковский был автором литейного трёхпролётного цеха, построенного в 1892 году (возможно, в 1902 году согласно надписи на самом здании). Лицевой фасад был украшен кирпичными деталями — в простенках лопатки с раскрепованными завершениями (литера Э; здание перед сносом было встроено в новый объём и практически не существовало, было снято с охраны и снесено).
Г. Х. Розовский в 1913—1914 годах построил одноэтажные кузовной цех (слесарно-сборочную) и малярную мастерскую. У каждого из зданий несколько пролётов, использованы металлоконструкции (шеды для одного здания и лёгкие фермы для другого). У малярной мастерской вокруг всего здания — зубчатое перекрытие над кирпичной стеной со стрельчатыми проёмами, по углам корпуса стоят лестничные клетки, выполненные в виде гранёных башенок, отчего здание создаёт впечатление средневекового замка. У кузовного цеха двухчастные фасады, завершённые щипцами, на первом ярусе расположены большие ворота, которые уравновешиваются мелкими окнами поверху. Над парапетом кровли выступают лопатки с навершиями, делающие горизонталь фасада менее монотонной. В 2019 году планировалось приспособить малярный цех под культурно-торговое пространство, а кузовной цех — под бизнес-центр.
При строительстве жилого квартала в 2013—2015 годы были снесены многие заводские постройки, был снят охранный статус с трёх зданий и с ограды. Фрагменты снесённых зданий планировалось включить в новую застройку, однако часть планов фактически не была реализована, частично сохранённые элементы были перемещены.
В 1974 году на территории завода был открыт памятник по проекту скульптора Виктора Новикова — «Егоровцам, павшим в дни блокады и на фронтах Великой Отечественной войны в 1941—1945 годах». Мемориал был утрачен и восстановлен на территории жилого комплекса в 2015 году. В 2017 году при восстановлении одного из элементов ранее снесённых зданий (торца здания, оформленного теперь в виде арки) была установлена новая версия памятника, посвящённая уже заводу в целом («На этой территории с 1874 по 2013 год работал завод, занимавшийся производством пассажирских вагонов для железных дорог и электровозов для метрополитена Санкт-Петербурга»). В 2020 году памятник был перенесён ради организации на его месте автостоянки, новое место расположения не было объявлено.

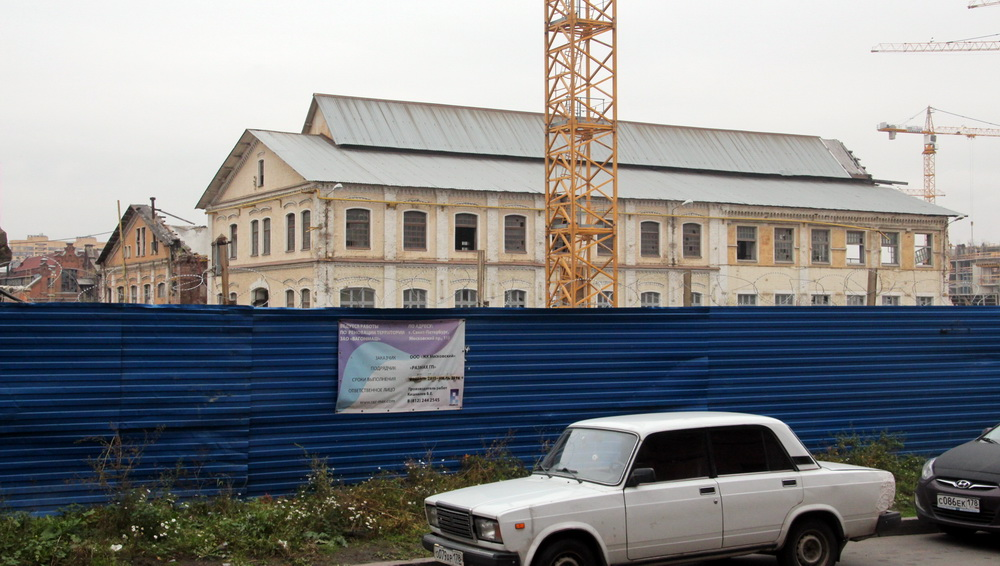
Двухэтажный флигель и историческое здание (литера З)
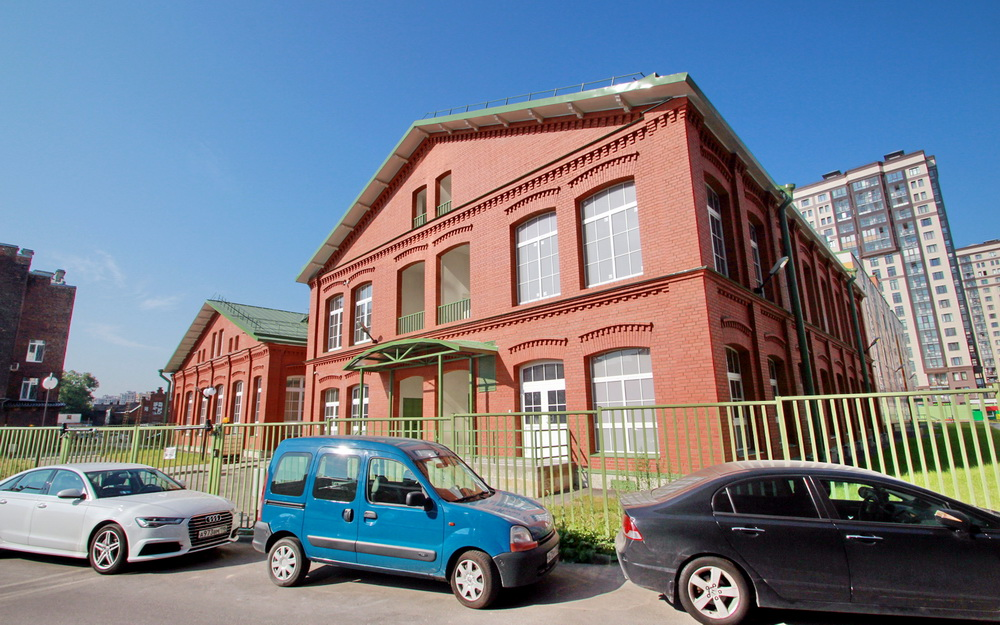
Детский сад по мотивам лит. З
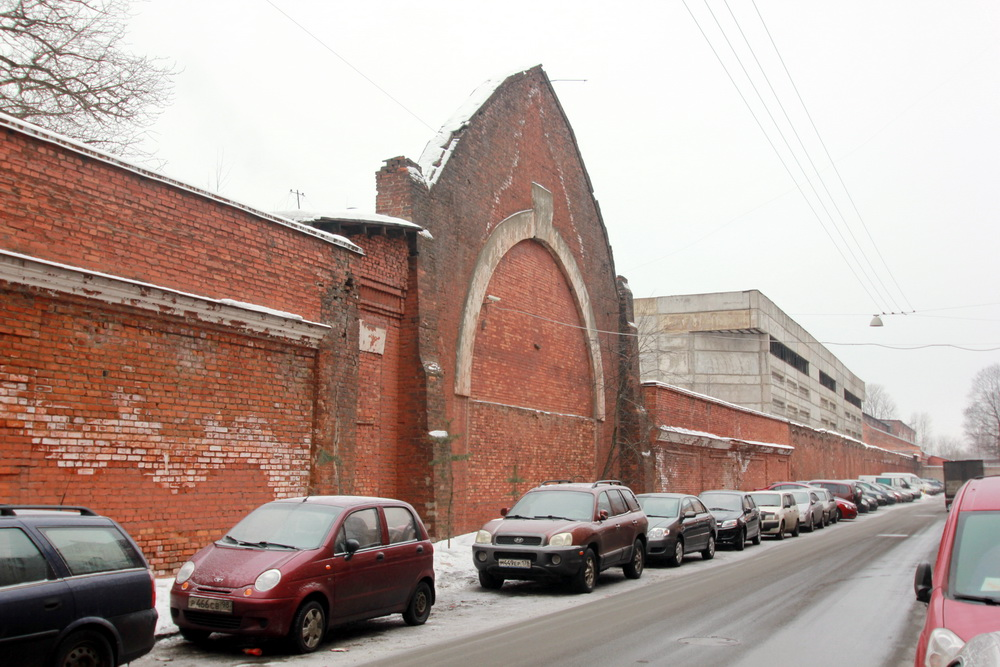
Стена с включением фрагмента торца здания
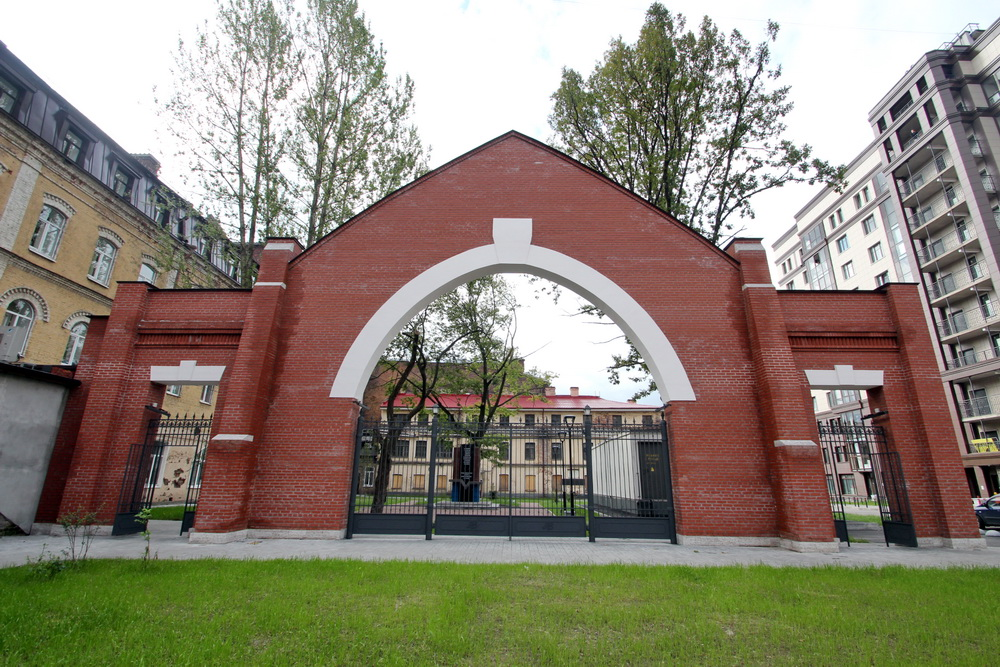
Арка по мотивам стены с торцом здания